# Peter Cunningham (Naturforscher)
Peter Cunningham, geboren als William Alfred John Cunningham (* 1. Juli 1918 in Glasgow; † 8. Juli 2014 in Stornoway) war ein schottischer Amateur-Naturforscher und Buchautor.

## Leben
Geboren als William Alfred John Cunningham, nahm er bald den Vornamen Peter an, mit dem ihn sein Großvater stets angeredet hatte, da dieser Cunninghams Taufnamen nicht mochte. Nach dem Besuch der Jordanhill College School in Glasgow war Cunningham bei der damaligen britischen Behörde für Zölle und Verbrauchssteuern (HM Customs and Excise) tätig, unterbrochen von seinem Militärdienst in der Royal Navy, in der er am Ende des Zweiten Weltkrieges den Rang eines Lieutenant Commanders erreicht hatte. 1949 nahm er eine Stelle bei der Zollbehörde in Stornoway auf Lewis an, wo er den Rest seines Lebens verbringen sollte. 1954 heiratete er in Stornoway.
Nach seiner Pensionierung 1978 verfasste Cunningham Werke zur Flora und Fauna der Hebriden, von denen The Birds of the Outer Hebrides von 1983 als Standardwerk gilt. Bereits zuvor war Cunningham durch eine regelmäßige Kolumne Nature Notes in der Stornoway Gazette hervorgetreten.

## Werke
- A Hebridean naturalist. Acair, Stornoway 1979, ISBN 0-86152-025-4.
- The Birds of the Outer Hebrides. Melven, Perth (Scotland) 1983, ISBN 0-906664-00-0.
- mit Tim Dix u. a.: Birdwatching in the Outer Hebrides. Saker Press, Bridgend, Islay 1995, OCLC 34324140.
- The castles of the Lews. Acair, Stornoway 2008, ISBN 978-0-86152-356-6.